# NGC 2736
NGC 2736 (другое обозначение — ESO 260-N14) — эмиссионная туманность в созвездии Паруса. Является небольшой частью остатка сверхновой в Парусах, расположена вблизи пульсара в Парусах. Из-за вытянутой формы туманность иногда называют Туманность Карандаш (англ. Pencil Nebula). Находится на расстоянии около 250 парсеков от Солнца. Считается, что туманность образовалась под действием ударной волны как часть более крупного остатка сверхновой в Парусах. Туманность движется со скоростью около 644 тысяч км/ч относительно Солнечной системы.
Этот объект входит в число перечисленных в оригинальной редакции «Нового общего каталога».

## История

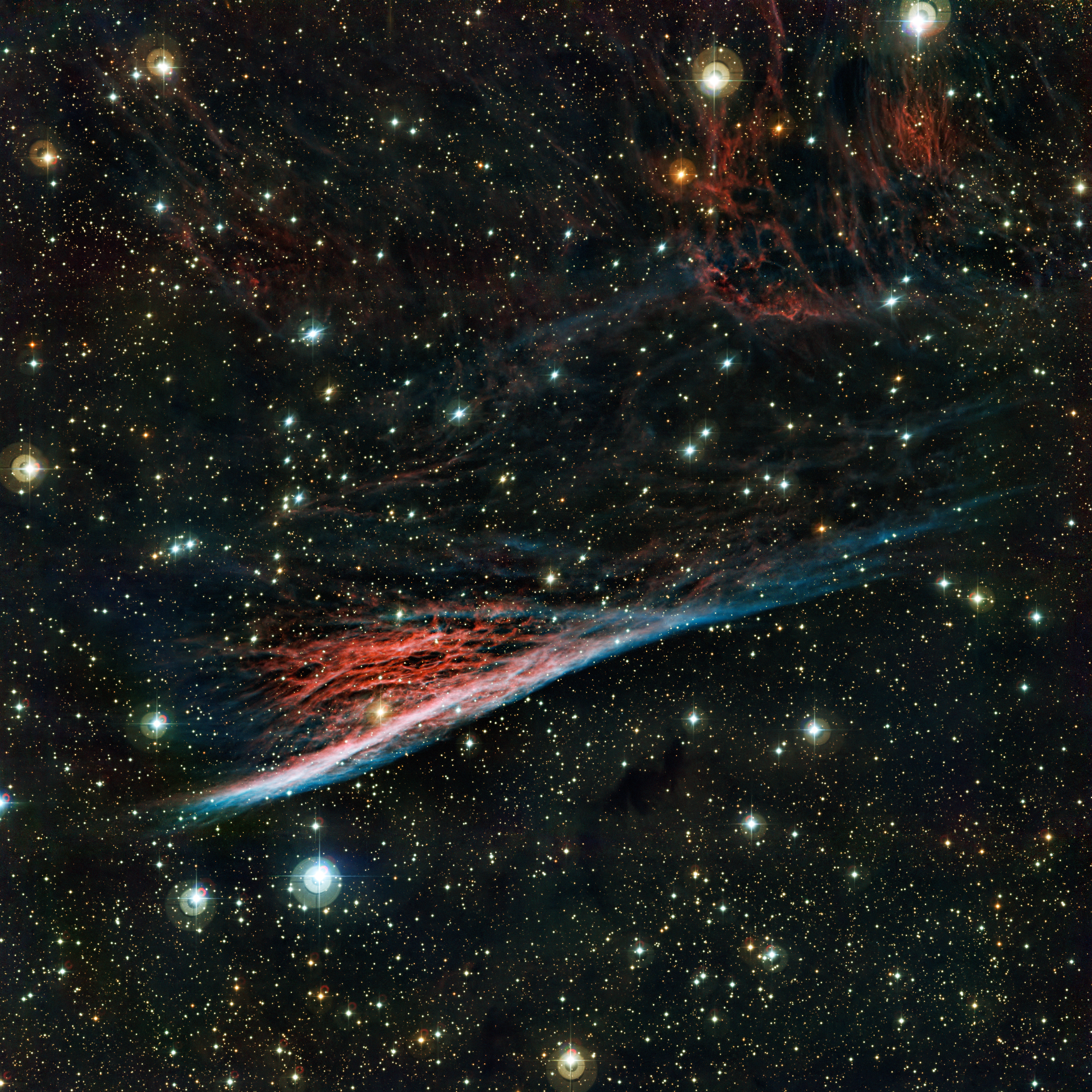
NGC 2736 является небольшой частью более крупного остатка сверхновой в Парусах, сформировавшегося в результате взрыва сверхновой звезды около 11 тысяч лет назад.

1 марта 1835 года Джон Гершель открыл этот объект на мысе Доброй надежды и описывал его как "чрезвычайно длинный луч очень слабого света длиной по крайней мере 20' с позиционным углом 19°, простирающийся далеко за пределы поля зрения...". Это описание очень хорошо согласуется с данными ESO-Уппсалы: N2736 = E260-N14, туманность с размерами примерно 30'x7', позиционный угол 20°. Гарольд Корвин добавляет, что на снимке ESO IIIa-F туманность является наиболее яркой областью крупного остатка сверхновой (туманность Гама), чьи волокна покрывают всё поле снимка. В пределах туманности находится яркая звезда (отмечено Гершелем)